# Giovanna Mezzogiorno
 Giovanna Mezzogiorno  (Róma, 1974. november 9. –) Donatello-díjas olasz színésznő.

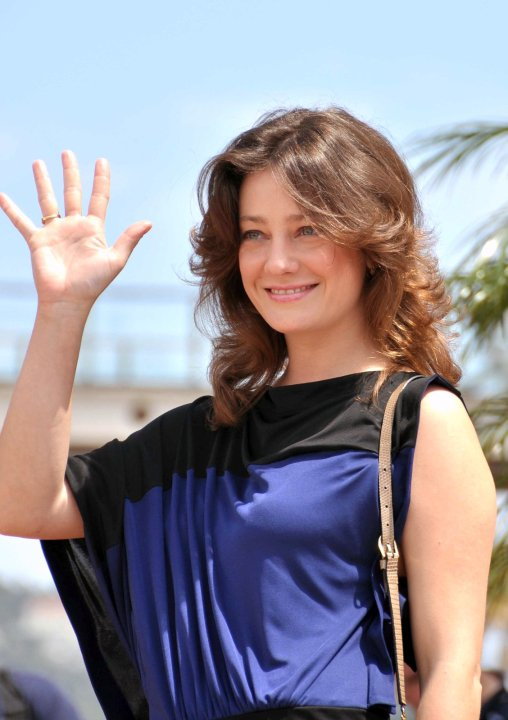
A 2010-es Cannes-i fesztiválon

## Élete
Giovanna Mezzogiorno 1974. november 9-én született színészcsalád gyermekeként. Nagyapja filmkritikus volt.
A mesterséget Peter Brook párizsi iskolájában tanulta. Karrierje  1995-ben kezdődik, amikor debütál a Qui est là című darabban, amely a Hamlet feldolgozása. Ofélia szerepét alakította.
A mozikban  1997-ben debütál Sergio Rubini, Il viaggio della sposa (A menyasszony utazása)  című filmjében. 2001 az átütő siker éve Gabriele Muccino "L'ultimo bacio" (Az utolsó csók) filmjével Stefano Accorsi oldalán.
2003-ban ismét Özpetekkel dolgozik “A szemközti ablak”-ban. A filmben nyújtott Ciak d'Oro-, David di Donatello-, és  Nastro d'Argento- díjban részesült.

## Filmjei

### Színészként

#### Moziban
- Il viaggio della sposa, rendezte Sergio Rubini (1997)
- Del perduto amore, rendezte Michele Placido (1998)
- Asini, rendezte Antonio Luigi Grimaldi (1999)
- Un uomo perbene, rendezte Maurizio Zaccaro	(1999)
- Stai con me, rendezte Livia Giampalmo (2001)
- Malefemmene, rendezte Fabio Conversi (2001)
- Nobel, rendezte Fabio Carpi (2001)
- Tutta la conoscenza del mondo, rendezte Eros Puglielli (2001)
- L'ultimo bacio, rendezte Gabriele Muccino (2001)
- Ilaria Alpi - Il più crudele dei giorni, rendezte Ferdinando Vicentini Orgnani (2002)
- A szemközti ablak, rendezte Ferzan Özpetek (2003)
- L'amore ritorna, rendezte Sergio Rubini (2004)
- Il club delle promesse, v Marie-Anne Chazel	(2004, tit. orig. "Au secours, J'ai trente ans!")
- Les murs porteurs  , rendezte Cyril Gelblat (2005)
- La bestia nel cuore, rendezte Cristina Comencini (2005)
- AD Project, rendezte Eros Puglielli (2006)
- Lezioni di volo, rendezte Francesca Archibugi (2007)
- Notturno bus, rendezte Davide Marengo (2007)
- Szerelem a kolera idején, rendezte Mike Newell (2007)
- L'amore non basta, rendezte Stefano Chiantini (2008)
- Palermo Shooting, rendezte Wim Wenders (2008)
- Negli occhi - dokumentumfilm édesapjáról, Vittorio Mezzogiornoról,  (2009) -
- Vincere, rendezte Marco Bellocchio (2009)
- La prima linea, rendezte Renato De Maria (2009)
- Sono viva rendezte Dino e Filippo Gentili (2010)
- Basilicata coast to coast, rendezte Rocco Papaleo (2010)

#### Tévéfilmek
- Più leggero non basta, rendezte Elisabetta Lodoli (1999)
- A nyomorultak, rendezte Josée Dayan (2000)
- Il segreto di Thomas, rendezte Giacomo Battiato (2003)
- Virginia, la monaca di Monza, rendezte Alberto Sironi (2004)

## Díjai
- David di Donatello-díj (2003)

## Fordítás
- Ez a szócikk részben vagy egészben  a    Giovanna Mezzogiorno című olasz Wikipédia-szócikk fordításán alapul.  Az eredeti cikk szerkesztőit annak laptörténete sorolja fel. Ez a jelzés csupán a megfogalmazás eredetét és a szerzői jogokat jelzi, nem szolgál a cikkben szereplő információk forrásmegjelöléseként.